# Афанасьевский (Дмитровский район)
Афана́сьевский — упразднённый посёлок, существовавший на территории Дмитровского района Орловской области. Входил в состав Соломинского сельсовета.

## География
Располагался в 13 км к востоку от Дмитровска рядом с верховьем оврага, в котором берёт начало река Общерица. Состоял из одной улицы, протянувшейся с севера на юг. Ближайший, ныне существующий населённый пункт, посёлок Александровский, располагается в 1,6 км к югу от места, где находился посёлок Афанасьевский.

## История
В 1926 году в посёлке было 11 дворов, проживало 69 человек (34 мужского пола и 35 женского). В то время Афанасьевский входил в состав Бычанского сельсовета Лубянской волости Дмитровского уезда. С упразднением Бычанского сельсовета передан в Соломинский сельсовет. В 1937 году в посёлке было 7 дворов. Во время Великой Отечественной войны Афанасьевский оказался в зоне оккупации. Освобождён 7 августа 1943 года 30-м стрелковым полком 102-й стрелковой дивизии 70-й армии. К 1965 году посёлок был упразднён.

## Население
| 69 |